# Strangers Cay
Strangers Cay är en ö i Bahamas.   Den ligger i distriktet Grand Cay District, i den norra delen av landet, 240 km norr om huvudstaden Nassau.